# Englische Frauen-Cricket-Nationalmannschaft in Australien und Neuseeland in der Saison 1934/35
Die Tour der englischen Frauen-Cricket-Nationalmannschaft nach Australien und Neuseeland in der Saison 1934/35 fand vom 28. Dezember 1934 bis zum 18. Februar 1935 statt. Die internationale Cricket-Tour war Bestandteil der Internationalen Cricket-Saison 1934/35 und umfasste drei WTests gegen Australien und einen gegen Neuseeland. England gewann die WTest-Serie gegen Australien mit 2–0 und die WTest-Serie gegen Neuseeland 1–0.

## Vorgeschichte
Diese Tour beinhaltete den ersten Test im Frauen-Cricket überhaupt. Nachdem 1926 mit der Women’s Cricket Association der englische Verband für Frauen-Cricket gegründet worden war, wurden die Spielerinnen 1934 vom Australia Women’s Cricket Council zu einer Tour eingeladen. Die Reise der Engländerinnen dauerte insgesamt sechs Monate und die beteiligten Frauen mussten einen Eigenanteil von 80 GBP leisten. Die Reise startete im Oktober 1934 in Tilbury. Die Tour gegen Australien war die erste Ausgabe der Women’s Ashes.

## WTest-Serie gegen Australien

### Stadien
Die folgenden Stadien wurden für die Tour ausgewählt.
| Stadion                    | Stadt     | Kapazität | Spiele   |
| -------------------------- | --------- | --------- | -------- |
| Brisbane Exhibition Ground | Brisbane  |           | 1. WTest |
| Melbourne Cricket Ground   | Melbourne |           | 3. WTest |
| Sydney Cricket Ground      | Sydney    |           | 2. WTest |

### Kaderlisten
Die folgenden Kader kamen bei der Tour zum Einsatz.
| WTest | WTest |
| Australien | England |
| --- | --- |
| - Margaret Peden (K) - Peggy Antonio - Fernie Blade - Joyce Brewer - Hilda Hills (wk) - Amy Hudson - Lorna Kettels - Nell McLarty - Ruby Monaghan - Anne Palmer - Barbara Peden - Hazel Pritchard - Essie Shevill - Rene Shevill (wk) - Kath Smith | - Betty Archdale (K) - Mollie Child - Molly Hide - Joy Liebert - Myrtle Maclagan - Joy Partridge - Mary Richards - Betty Snowball (wk) - Mary Spear - Peter Taylor - Doris Turner - Carol Valentine |

### Tests

#### Erster WTest in Brisbane
| 28. – 31. Dezember Scorecard | Brisbane (EG) | Australien 47 (49.3) & 154 (125.3) | – | England 138 (73.2) & 34-1 (12.5) |
|                              |               | England gewinnt mit 9 Wickets      |   |                                  |

Australien gewann den Münzwurf und entschied sich als Schlagmannschaft zu beginnen. Für Australien konnte alleinig die fünfte Schlagfrau Kath Smith mit 25 Runs eine zweistellige Run-Zahl erreichen. Beste englische Bowlerin war Myrtle Maclagan mit 7 Wickets für 10 Runs. Für England begann Myrtle Maclagan zusammen mit Betty Snowball als Eröffnungs-Batterinnen. Snowball schied nach 15 Runs aus, während Maclagan mit Betty Archdale eine weitere Partnerschaft bildete. Maclagan verlor nach einem Half-Century über 72 Runs ihr Wicket und der tag endete beim Stand von 116/5. Am zweiten Tag beendete Archdale das Innings ungeschlagen mit 32* Runs und erhöhte so den Vorsprung auf 107 Runs. Beste australische Bowlerin war Anne Palmer mit 7 Wickets für 18 Runs. In ihrem zweiten innings bildete Eröffnungs-Batterin Hazel Pritchard zusammen mit der dritten Schlagfrau Essie Shevill eine erste Partnerschaft. Pritchard schied nach 20 Runs aus und an der Seite von Shevill erreichte Kath Smith 12 Runs. Während eine weitere Partnerschaft mit Margaret Peden entstand, endete der Tag beim Stand von 99/5. Nach einem Ruhetag schied Peden nach 11 Runs aus und Shevill beendet das Innings ungeschlagen mit einem Fifty über 63* Runs. Beste englische Bowlerin war Mary Spear mit 5 Wickets für 15 Runs. England hatte eine Vorgabe von 32 Runs und nachdem Myrtle Maclagan nach 9 Runs ausschied, konnten Betty Snowball und Molly Hide die Vorgabe einholen. Snowball erreichte dabei 18* Runs, Hide 6* Runs. Das australische Wicket erzielte Peggy Antonio.

#### Zweiter WTest in Sydney
| 4. – 8. Januar Scorecard | Sydney | Australien 162 & 148          | – | England 301-5 & 10-2 |
|                          |        | England gewinnt mit 8 Wickets |   |                      |

Australien gewann den Münzwurf und entschied sich als Schlagmannschaft zu beginnen. Australien verlor zunächst drei frühe Wickets. Daraufhin konnte sich Kath Smith etablieren und bildete mit Joyce Brewer eine Partnerschaft. Smith schied nach 47 Runs aus und wurde durch Barbara Peden ersetzt. Brewer verlor nach 34 Runs ihr Wicket und Peden schied nach 12 Runs aus. Abschließend bildeten Peggy Antonio und Anne Palmer eine Partnerschaft. Zusammen beendeten sie den Tag beim Stand von 147/9. Am zweiten Tag war kein Spiel möglich und nach einem Ruhetag schied Palmer nach 14 Runs aus und Antonio beendete ungeschlagen nach 18* Runs das Innings. Beste englische Bowlerin war Myrtle Maclagan mit 4 Wickets für 33 Runs. Für England begannen Myrtle Maclagan und Betty Snowball als Eröffnungs-Batterinnen. Snowball schied nach einem Fifty über 71 Runs aus und wurde durch Molly Hide ersetzt, die 34 Runs erreichte. Kurz darauf verlor auch Maclagen nach einem Century über 199 Runs ihr Wicket, woraufhin Mollie Child und Joy Partridge eine Partnerschaft bilden konnten. Zusammen beendeten sie den Tag beim Stand von 301/5. Am dritten Spieltag deklarierte England das Innings und Child hatte zu diesem Zeitpunkt 30* Runs erreicht und Partridge 26* Runs und einen Vorsprung von 139 Runs erspielt. Beste australische Bowlerin war Kath Smith mit 3 Wickets für 42 Runs. Für Australien bildeten Ruby Monaghan und Essie Shevill eine erste Partnerschaft. Monaghan schied nach 12 Runs aus und wurde durch Kath Smith ersetzt. Shevill verlor ihr Wicket nach 36 Runs und Smith kurz darauf nach 27 Runs. Von den verbliebenen Batterinnen erreichte Rene Shevill 10 Runs, bevor Anne Palmer nach 23 Runs das letzte Wicket verlor. Beste englische Bowlerin war Joy Partridge mit 6 Wickets für 96 Runs. England konnte dann die Vorgabe von 10 Runs innerhalb von sechs Overn einholen. Die australischen Wickets erzielten Essie Shevill und Kath Smith.

#### Dritter WTest in Melbourne
| 18. – 20. Januar Scorecard | Melbourne | England 162 & 153-7d | – | Australien 150 & 104-8 |
|                            |           | Remis                |   |                        |

### Statistiken
Die folgenden Cricketstatistiken wurden bei dieser Tour erzielt.
| Tests           | Tests      | Tests   | Tests   | Tests   | Tests   | Tests   | Tests   | Tests   |
| Batting         | Batting    | Batting | Batting | Batting | Batting | Batting | Batting | Batting |
| Spieler         | Mannschaft | Spiele  | Innings | Runs    | Average | HS      | 100s    | 50s     |
| --------------- | ---------- | ------- | ------- | ------- | ------- | ------- | ------- | ------- |
| Myrtle Maclagan | England    | 3       | 5       | 253     | 50,60   | 119     | 1       | 2       |
| Betty Snowball  | England    | 3       | 6       | 192     | 64,00   | 83*     | 0       | 2       |
| Kath Smith      | Australien | 3       | 6       | 121     | 20,16   | 47      | 0       | 0       |
| Essie Shevill   | Australien | 3       | 6       | 110     | 22,00   | 63*     | 0       | 1       |
| Joyce Brewer    | Australien | 2       | 4       | 92      | 25,00   | 34      | 0       | 0       |
| Bowling         |            |         |         |         |         |         |         |         |
| Spieler         | Mannschaft | Spiele  | Overs   | Wickets | Average | BBI     | 5W      | 10W     |
| Myrtle Maclagan | England    | 3       | 163.3   | 20      | 8,45    | 7/10    | 1       | 0       |
| Mary Spear      | England    | 3       | 108.0   | 12      | 5,91    | 5/15    | 1       | 0       |
| Peggy Antonio   | Australien | 3       | 75.4    | 12      | 18,25   | 6/49    | 1       | 0       |
| Anne Palmer     | Australien | 3       | 46.2    | 10      | 12,00   | 7/18    | 1       | 0       |
| Hazel Pritchard | England    | 3       | 84.1    | 8       | 26,87   | 6/96    | 1       | 0       |

## Test in Neuseeland

### Stadien
Das folgende Stadion wurde für die Tour ausgewählt.
| Stadion        | Stadt        | Kapazität | Spiele   |
| -------------- | ------------ | --------- | -------- |
| Lancaster Park | Christchurch |           | 1. WTest |

### Kaderlisten
Die folgenden Kader kamen bei der Tour zum Einsatz.
| WTest | WTest |
| Neuseeland | England |
| --- | --- |
| - Ruth Symons (K) - Marge Bishop - Nancy Browne - Hilda Buck - Mabel Corby - Agnes Ell - Merle Hollis - Margaret Marks - Helen Miller - Pearl Savin (wk) - Peg Taylor | - Betty Archdale (K) - Mollie Child - Molly Hide - Joy Liebert - Myrtle Maclagan - Joy Partridge - Mary Richards - Betty Snowball (wk) - Mary Spear - Peter Taylor - Doris Turner |

### WTest in Christchurch
| 16. – 18. Februar Scorecard | Christchurch | Neuseeland 44 (28.2) & 122 (62.2)              | – | England 503-5d (128) |
|                             |              | England gewinnt mit einem Innings und 337 Runs |   |                      |

Neuseeland gewann den Münzwurf und entschied sich als Schlagmannschaft zu beginnen.

### Statistiken
Die folgenden Cricketstatistiken wurden bei dieser Tour erzielt.
| Tests           | Tests      | Tests   | Tests   | Tests   | Tests   | Tests   | Tests   | Tests   |
| Batting         | Batting    | Batting | Batting | Batting | Batting | Batting | Batting | Batting |
| Spieler         | Mannschaft | Spiele  | Innings | Runs    | Average | HS      | 100s    | 50s     |
| --------------- | ---------- | ------- | ------- | ------- | ------- | ------- | ------- | ------- |
| Betty Snowball  | England    | 1       | 1       | 189     | 189,00  | 189     | 1       | 0       |
| Molly Hide      | England    | 1       | 1       | 110     | 110,00  | 110     | 1       | 0       |
| Mollie Child    | England    | 1       | 1       | 86      | –       | 86      | 0       | 1       |
| Mary Richards   | England    | 1       | 1       | 48      | –       | 48      | 0       | 0       |
| Betty Archdale  | England    | 1       | 1       | 27      | 27,00   | 27      | 0       | 0       |
| Marge Bishop    | Neuseeland | 1       | 2       | 27      | 13,50   | 27      | 0       | 0       |
| Bowling         |            |         |         |         |         |         |         |         |
| Spieler         | Mannschaft | Spiele  | Overs   | Wickets | Average | BBI     | 5W      | 10W     |
| Myrtle Maclagan | England    | 1       | 38.4    | 6       | 9,50    | 5/22    | 1       | 0       |
| Peter Taylor    | England    | 1       | 17.0    | 4       | 3,25    | 3/6     | 0       | 0       |
| Joy Partridge   | England    | 1       | 22.0    | 4       | 15,00   | 4/60    | 0       | 0       |
| Mary Spear      | England    | 1       | 9.0     | 2       | 5,00    | 1/0     | 0       | 0       |
| Ruth Symons     | Neuseeland | 1       | 20.0    | 2       | 35,50   | 2/71    | 0       | 0       |